# Seria GP3 – Catalunya 2014
Runda GP3 na torze Circuit de Barcelona-Catalunya – pierwsza runda mistrzostw serii GP3 w sezonie 2014.

## Wyniki

### Sesja treningowa
| Nr | Kierowca        | Konstruktor       | Czas     | Okr. |
| -- | --------------- | ----------------- | -------- | ---- |
| 27 | Richie Stanaway | Status Grand Prix | 1:36,357 | 17   |

### Kwalifikacje
Źródło: Autosport
| Poz. | Nr | Kierowca            | Konstruktor           | Czas     | Poz. s. |
| ---- | -- | ------------------- | --------------------- | -------- | ------- |
| 1    | 10 | Alex Lynn           | Carlin                | 1:35,614 | 1       |
| 2    | 2  | Marvin Kirchhöfer   | ART Grand Prix        | 1:25,726 | 2       |
| 3    | 27 | Richie Stanaway     | Status Grand Prix     | 1:35,784 | 3       |
| 4    | 8  | Jimmy Eriksson      | Koiranen GP           | 1:25,904 | 4       |
| 5    | 14 | Patrick Kujala      | Marussia Manor Racing | 1:25,970 | 5       |
| 6    | 3  | Dino Zamparelli     | ART Grand Prix        | 1:36,015 | 6       |
| 7    | 11 | Emil Bernstorff     | Carlin                | 1:36,136 | 7       |
| 8    | 1  | Alex Fontana        | ART Grand Prix        | 1:36,151 | 8       |
| 9    | 20 | Pål Varhaug         | Jenzer Motorsport     | 1:36,165 | 9       |
| 10   | 21 | Mathéo Tuscher      | Jenzer Motorsport     | 1:36,210 | 10      |
| 11   | 26 | Nick Yelloly        | Status Grand Prix     | 1:36,230 | 11      |
| 12   | 5  | Patric Niederhauser | Arden International   | 1:36,276 | 12      |
| 13   | 16 | Dean Stoneman       | Marussia Manor Racing | 1:36,375 | 13      |
| 14   | 24 | Roman de Beer       | Trident               | 1:36,579 | 14      |
| 15   | 4  | Robert Vișoiu       | Arden International   | 1:36,711 | 15      |
| 16   | 15 | Ryan Cullen         | Marussia Manor Racing | 1:36,759 | 16      |
| 17   | 22 | Adderly Fong        | Jenzer Motorsport     | 1:36,787 | 17      |
| 18   | 6  | Jann Mardenborough  | Arden International   | 1:36,871 | 18      |
| 19   | 23 | Victor Carbone      | Trident               | 1:37,023 | 19      |
| 20   | 18 | Nelson Mason        | Hilmer Motorsport     | 1:37,084 | 23      |
| 21   | 12 | Luís Sá Silva       | Carlin                | 1:37,163 | 20      |
| 22   | 9  | Santiago Urrutia    | Koiranen GP           | 1:37,166 | 21      |
| 23   | 28 | Alfonso Celis       | Status Grand Prix     | 1:37,300 | 22      |
| 24   | 19 | Beitske Visser      | Hilmer Motorsport     | 1:37,406 | 24      |
| 25   | 17 | Iwan Taranow        | Hilmer Motorsport     | 1:38,071 | 25      |
| 26   | 25 | Dienis Nagulin      | Trident               | 1:38,203 | 26      |
| 27   | 7  | Carmen Jordá        | Koiranen GP           | 1:38,694 | 27      |
| Poz. | Nr | Kierowca            | Konstruktor           | Czas     | Poz. s. |

### Wyścig 1

#### Wyścig
Źródło: Wyprzedź Mnie!
| P                 | + / –     | Nr | Kierowca            | Konstruktor           | Okr. | Czas / Strata | Komentarz |
| ----------------- | --------- | -- | ------------------- | --------------------- | ---- | ------------- | --------- |
| 1                 | Bez zmian | 10 | Alex Lynn           | Carlin                | 16   | 26:36,158     |           |
| 2                 | 2         | 8  | Jimmy Eriksson      | Koiranen GP           | 16   | +0:02,451     |           |
| 3                 | Bez zmian | 27 | Richie Stanaway     | Status Grand Prix     | 16   | +0:10,417     |           |
| 4                 | 1         | 14 | Patrick Kujala      | Marussia Manor Racing | 36   | +0:12,712     |           |
| 5                 | 3         | 2  | Marvin Kirchhöfer   | ART Grand Prix        | 16   | +0:13,475     |           |
| 6                 | Bez zmian | 3  | Dino Zamparelli     | ART Grand Prix        | 16   | +0:16,535     |           |
| 7                 | 6         | 16 | Dean Stoneman       | Marussia Manor Racing | 16   | +0:17,682     |           |
| 8                 | 2         | 21 | Mathéo Tuscher      | Jenzer Motorsport     | 16   | +0:19,358     |           |
| 9                 | 2         | 26 | Nick Yelloly        | Status Grand Prix     | 16   | +0:19,983     |           |
| 10                | 2         | 5  | Patric Niederhauser | Arden International   | 16   | +0:20,513     |           |
| 11                | 3         | 1  | Alex Fontana        | ART Grand Prix        | 16   | +0:21,088     |           |
| 12                | 3         | 20 | Pål Varhaug         | Jenzer Motorsport     | 16   | +0:27,560     |           |
| 13                | 2         | 4  | Robert Vișoiu       | Arden International   | 16   | +0:28,799     |           |
| 14                | 4         | 6  | Jann Mardenborough  | Arden International   | 16   | +0:29,342     |           |
| 15                | 1         | 15 | Ryan Cullen         | Marussia Manor Racing | 16   | +0:32,313     |           |
| 16                | 4         | 12 | Luís Sá Silva       | Carlin                | 16   | +0:33,359     |           |
| 17                | 6         | 18 | Nelson Mason        | Hilmer Motorsport     | 16   | +0:35,854     |           |
| 18                | 4         | 28 | Alfonso Celis       | Status Grand Prix     | 16   | +0:41,705     |           |
| 19                | 5         | 19 | Beitske Visser      | Hilmer Motorsport     | 16   | +0:50,120     |           |
| 20                | 6         | 25 | Dienis Nagulin      | Trident               | 16   | +0:53,776     |           |
| 21                | Bez zmian | 9  | Santiago Urrutia    | Koiranen GP           | 16   | +1:12,602     | [ 4 ]     |
| Niesklasyfikowani |           |    |                     |                       |      |               |           |
|                   |           | 17 | Iwan Taranow        | Hilmer Motorsport     | 15   |               |           |
|                   |           | 22 | Adderly Fong        | Jenzer Motorsport     | 4    |               |           |
|                   |           | 11 | Emil Bernstorff     | Carlin                | 0    |               |           |
|                   |           | 23 | Victor Carbone      | Trident               | 0    |               |           |
|                   |           | 24 | Roman de Beer       | Trident               | 0    |               |           |
|                   |           | 7  | Carmen Jordá        | Koiranen GP           | 0    |               |           |
| P                 | + / –     | Nr | Kierowca            | Konstruktor           | Okr. | Czas / Strata | Komentarz |

#### Najszybsze okrążenie
| Nr | Kierowca  | Konstruktor | Czas     | Okr. |
| -- | --------- | ----------- | -------- | ---- |
| 10 | Alex Lynn | Carlin      | 1:38,960 | 7    |

#### Prowadzenie w wyścigu
| Nr                              | Kierowca  | Okrążenia | Suma |
| ------------------------------- | --------- | --------- | ---- |
| 10                              | Alex Lynn | 1-16      | 16   |
| \| Wykres \| \| ------ \| \| \| |           |           |      |
| Wykres                          |           |           |      |
|                                 |           |           |      |

### Wyścig 2

#### Wyścig
Źródło: Wyprzedź Mnie!
| P                 | + / –     | Nr | Kierowca            | Konstruktor           | Okr. | Czas / Strata | Komentarz |
| ----------------- | --------- | -- | ------------------- | --------------------- | ---- | ------------- | --------- |
| 1                 | 1         | 16 | Dean Stoneman       | Marussia Manor Racing | 15   | 30:14,777     |           |
| 2                 | 1         | 21 | Mathéo Tuscher      | Jenzer Motorsport     | 15   | +0:00,925     |           |
| 3                 | Bez zmian | 3  | Dino Zamparelli     | ART Grand Prix        | 15   | +0:01,802     |           |
| 4                 | 2         | 27 | Richie Stanaway     | Status Grand Prix     | 15   | +0:03,275     |           |
| 5                 | 1         | 2  | Marvin Kirchhöfer   | ART Grand Prix        | 15   | +0:03,740     |           |
| 6                 | 1         | 8  | Jimmy Eriksson      | Koiranen GP           | 15   | +0:06,294     |           |
| 7                 | 2         | 26 | Nick Yelloly        | Status Grand Prix     | 15   | +0:06,668     |           |
| 8                 | 16        | 11 | Emil Bernstorff     | Carlin                | 15   | +0:07,303     |           |
| 9                 | 1         | 5  | Patric Niederhauser | Arden International   | 15   | +0:10,665     |           |
| 10                | 6         | 12 | Luís Sá Silva       | Carlin                | 15   | +0:15,987     |           |
| 11                | 2         | 4  | Robert Vișoiu       | Arden International   | 15   | +0:16,714     |           |
| 12                | 11        | 22 | Adderly Fong        | Jenzer Motorsport     | 15   | +0:17,941     |           |
| 13                | 8         | 9  | Santiago Urrutia    | Koiranen GP           | 15   | +0:43,010     |           |
| 14                | Bez zmian | 6  | Jann Mardenborough  | Arden International   | 15   | +0:45,167     |           |
| 15                | 4         | 19 | Beitske Visser      | Hilmer Motorsport     | 15   | +0:46,998     |           |
| 16                | 1         | 15 | Ryan Cullen         | Marussia Manor Racing | 15   | +0:53,140     |           |
| 17                | 8         | 23 | Victor Carbone      | Trident               | 15   | +1:06,000     |           |
| 18                | 10        | 10 | Alex Lynn           | Carlin                | 15   | +1:26,118     |           |
| 19                | 8         | 1  | Alex Fontana        | ART Grand Prix        | 15   | +1:34,572     |           |
| 20                | 2         | 17 | Iwan Taranow        | Hilmer Motorsport     | 15   | +1:43,432     | [ a ]     |
| Niesklasyfikowani |           |    |                     |                       |      |               |           |
|                   |           | 7  | Carmen Jordá        | Koiranen GP           | 8    |               |           |
|                   |           | 20 | Pål Varhaug         | Jenzer Motorsport     | 6    |               |           |
|                   |           | 28 | Alfonso Celis       | Status Grand Prix     | 6    |               | [ 6 ]     |
|                   |           | 25 | Dienis Nagulin      | Trident               | 3    |               | [ a ]     |
|                   |           | 18 | Nelson Mason        | Hilmer Motorsport     | 2    |               |           |
|                   |           | 14 | Patrick Kujala      | Marussia Manor Racing | 1    |               |           |
| Zdyskwalifikowani |           |    |                     |                       |      |               |           |
|                   |           | 24 | Roman de Beer       | Trident               | 13   | +2 okr.       | [ 6 ]     |
| P                 | + / –     | Nr | Kierowca            | Konstruktor           | Okr. | Czas / Strata | Komentarz |

#### Najszybsze okrążenie
| Nr | Kierowca            | Konstruktor         | Czas     | Okr. |
| -- | ------------------- | ------------------- | -------- | ---- |
| 5  | Patric Niederhauser | Arden International | 1:40,580 | 15   |

#### Prowadzenie w wyścigu
| Nr                              | Kierowca       | Okrążenia | Suma |
| ------------------------------- | -------------- | --------- | ---- |
| 16                              | Dean Stoneman  | 1-15      | 15   |
| 21                              | Mathéo Tuscher | 1         | 0    |
| \| Wykres \| \| ------ \| \| \| |                |           |      |
| Wykres                          |                |           |      |
|                                 |                |           |      |

## Lista startowa
| Zespół                | Nr | Kierowca            |
| --------------------- | -- | ------------------- |
| ART Grand Prix        | 1  | Alex Fontana        |
| ART Grand Prix        | 2  | Marvin Kirchhöfer   |
| ART Grand Prix        | 3  | Dino Zamparelli     |
| Arden International   | 4  | Robert Vișoiu       |
| Arden International   | 5  | Patric Niederhauser |
| Arden International   | 6  | Jann Mardenborough  |
| Koiranen GP           | 7  | Carmen Jordá        |
| Koiranen GP           | 8  | Jimmy Eriksson      |
| Koiranen GP           | 9  | Santiago Urrutia    |
| Carlin                | 10 | Alex Lynn           |
| Carlin                | 11 | Emil Bernstorff     |
| Carlin                | 12 | Luís Sá Silva       |
| Marussia Manor Racing | 14 | Patrick Kujala      |
| Marussia Manor Racing | 15 | Ryan Cullen         |
| Marussia Manor Racing | 16 | Dean Stoneman       |
| Hilmer Motorsport     | 17 | Iwan Taranow        |
| Hilmer Motorsport     | 18 | Nelson Mason        |
| Hilmer Motorsport     | 19 | Beitske Visser      |
| Jenzer Motorsport     | 20 | Pål Varhaug         |
| Jenzer Motorsport     | 21 | Mathéo Tuscher      |
| Jenzer Motorsport     | 22 | Adderly Fong        |
| Trident               | 23 | Victor Carbone      |
| Trident               | 24 | Roman de Beer       |
| Trident               | 25 | Dienis Nagulin      |
| Status Grand Prix     | 26 | Nick Yelloly        |
| Status Grand Prix     | 27 | Richie Stanaway     |
| Status Grand Prix     | 28 | Alfonso Celis       |

## Klasyfikacja po zakończeniu rundy

### Kierowcy
| P                 | +/− | Kierowca            | Starty | Punkty | P1 | P2 | P3 | PP | NO | NS |
| ----------------- | --- | ------------------- | ------ | ------ | -- | -- | -- | -- | -- | -- |
| 1                 | N   | Alex Lynn           | 2      | 31     | 1  | –  | –  | 1  | 1  | –  |
| 2                 | N   | Richie Stanaway     | 2      | 23     | –  | –  | 1  | –  | –  | –  |
| 3                 | N   | Jimmy Eriksson      | 2      | 22     | –  | 1  | –  | –  | –  | –  |
| 4                 | N   | Dean Stoneman       | 2      | 21     | 1  | –  | –  | –  | –  | –  |
| 5                 | N   | Dino Zamparelli     | 2      | 18     | –  | –  | 1  | –  | –  | –  |
| 6                 | N   | Mathéo Tuscher      | 2      | 16     | –  | 1  | –  | –  | –  | –  |
| 7                 | N   | Marvin Kirchhöfer   | 2      | 16     | –  | –  | –  | –  | –  | –  |
| 8                 | N   | Patrick Kujala      | 2      | 12     | –  | –  | –  | –  | –  | 1  |
| 9                 | N   | Nick Yelloly        | 2      | 4      | –  | –  | –  | –  | –  | –  |
| 10                | N   | Patric Niederhauser | 2      | 3      | –  | –  | –  | –  | 1  | –  |
| 11                | N   | Emil Bernstorff     | 2      | 1      | –  | –  | –  | –  | –  | 1  |
| 12                | N   | Luís Sá Silva       | 2      | 0      | –  | –  | –  | –  | –  | –  |
| 13                | N   | Robert Vișoiu       | 2      | 0      | –  | –  | –  | –  | –  | –  |
| 14                | N   | Alex Fontana        | 2      | 0      | –  | –  | –  | –  | –  | –  |
| 15                | N   | Pål Varhaug         | 2      | 0      | –  | –  | –  | –  | –  | 1  |
| 16                | N   | Adderly Fong        | 2      | 0      | –  | –  | –  | –  | –  | 1  |
| 17                | N   | Santiago Urrutia    | 2      | 0      | –  | –  | –  | –  | –  | –  |
| 18                | N   | Jann Mardenborough  | 2      | 0      | –  | –  | –  | –  | –  | –  |
| 19                | N   | Ryan Cullen         | 2      | 0      | –  | –  | –  | –  | –  | –  |
| 20                | N   | Beitske Visser      | 2      | 0      | –  | –  | –  | –  | –  | –  |
| 21                | N   | Nelson Mason        | 2      | 0      | –  | –  | –  | –  | –  | 1  |
| 22                | N   | Victor Carbone      | 2      | 0      | –  | –  | –  | –  | –  | 1  |
| 23                | N   | Alfonso Celis       | 2      | 0      | –  | –  | –  | –  | –  | 1  |
| 24                | N   | Dienis Nagulin      | 2      | 0      | –  | –  | –  | –  | –  | 1  |
| 25                | N   | Iwan Taranow        | 2      | 0      | –  | –  | –  | –  | –  | 1  |
| Niesklasyfikowani |     |                     |        |        |    |    |    |    |    |    |
|                   |     | Carmen Jordá        | 2      | –      | –  | –  | –  | –  | –  | 2  |
|                   |     | Roman de Beer       | 2      | –      | –  | –  | –  | –  | –  | 2  |
| P                 | +/− | Kierowca            | Starty | Punkty | P1 | P2 | P3 | PP | NO | NS |

### Konstruktorzy
| P | +/− | Konstruktor           | Starty | Punkty | P1 | P2 | P3 | PP | NO | NS |
| - | --- | --------------------- | ------ | ------ | -- | -- | -- | -- | -- | -- |
| 1 | N   | ART Grand Prix        | 6      | 34     | –  | –  | 1  | –  | –  | –  |
| 2 | N   | Marussia Manor Racing | 6      | 33     | 1  | –  | –  | –  | –  | 1  |
| 3 | N   | Carlin                | 6      | 32     | 1  | –  | –  | 1  | 1  | 1  |
| 4 | N   | Status Grand Prix     | 6      | 27     | –  | –  | 1  | –  | –  | 1  |
| 5 | N   | Koiranen GP           | 6      | 22     | –  | 1  | –  | –  | –  | 2  |
| 6 | N   | Jenzer Motorsport     | 6      | 16     | –  | 1  | –  | –  | –  | 2  |
| 7 | N   | Arden International   | 6      | 3      | –  | –  | –  | –  | 1  | –  |
| 8 | N   | Hilmer Motorsport     | 6      | 0      | –  | –  | –  | –  | –  | 2  |
| 9 | N   | Trident               | 6      | 0      | –  | –  | –  | –  | –  | 4  |
| P | +/− | Konstruktor           | Starty | Punkty | P1 | P2 | P3 | PP | NO | NS |